# Vladimir Akimov
Pour les articles homonymes, voir Akimov.
Vladimir Ivanovich Akimov (en russe : Владимир Иванович Акимов, né le 20 juillet 1953 à Moscou, mort le 5 octobre 1987 dans la même ville) est un joueur de water-polo international soviétique. Il remporte la médaille d'or lors des Jeux olympiques d'été de 1980 à Moscou, la Coupe du monde en 1981 ainsi que le titre de champion du monde en 1982 à Guayaquil, en Équateur, avec l'équipe d'Union soviétique.
Il est le frère d'Anatoliy Akimov.

## Palmarès

### En club
- CSK VMF Moscou
  - Ligue des champions :
    - Vainqueur : 1977.
    - Finaliste : 1978.

  - Coupe LEN des vainqueurs de coupe :
    - Vainqueur : 1981 et 1983.

  - Supercoupe d'Europe :
    - Vainqueur : 1977, 1981 et 1983.

  - Championnat d'URSS :
    - Vainqueur : 1975, 1976, 1977, 1978, 1980 et 1983.

  - Coupe de l'URSS :
    - Vainqueur : 1977, 1979, 1980, 1981 et 1983.

### En sélection
- Union soviétique
  - Jeux olympiques :
    - Médaille d'or : 1980.

  - Championnat du monde :
    - Vainqueur : 1982.

  - Coupe du monde :
    - Vainqueur : 1981.

  - Championnat d'Europe :
    - Finaliste : 1981.